# Tmogvi
Tmogvi (en georgiano: დამალა) es un pueblo de Georgia ubicado en el centro de la región de Mesjetia-Yavajetia, siendo parte del municipio de Aspindza. 

## Toponimia
Anteriormente el pueblo se llamaba Margastani (en georgiano: მარგასთანი). 

## Geografía
Tmogvi se encuentra en el margen derecho del río Kurá, a 23 km de Aspindza.  

## Historia
Tmogvi era el pueblo de los Tmogveli, una familia de nobles georgianos que construyó la fortaleza de Tmogvi, importante para georgianos y armenios. Hay muchas lápidas y estatuas cruzadas con inscripciones armenias en el cementerio del pueblo de Tmogvi.  

## Demografía
La evolución demográfica de Tmogvi entre 2002 y 2014 fue la siguiente:
| 359                                             | 301 |
| (Fuente: Population of Georgia in Soviet times) |     |

Según el censo de 2014, el 99,3% de la población son georgianos.

## Infraestructura

### Arquitectura, monumentos y lugares de interés
En el pueblo está la fortaleza de Tmogvi, con origen en los siglos IX y X. Además, cerca de Tmogvi, también están las cuevas excavadas en la roca de Berisjevi y Bertakana, y la iglesia de Zedo Tmogvi.